# Experiment am Liechtenwerd

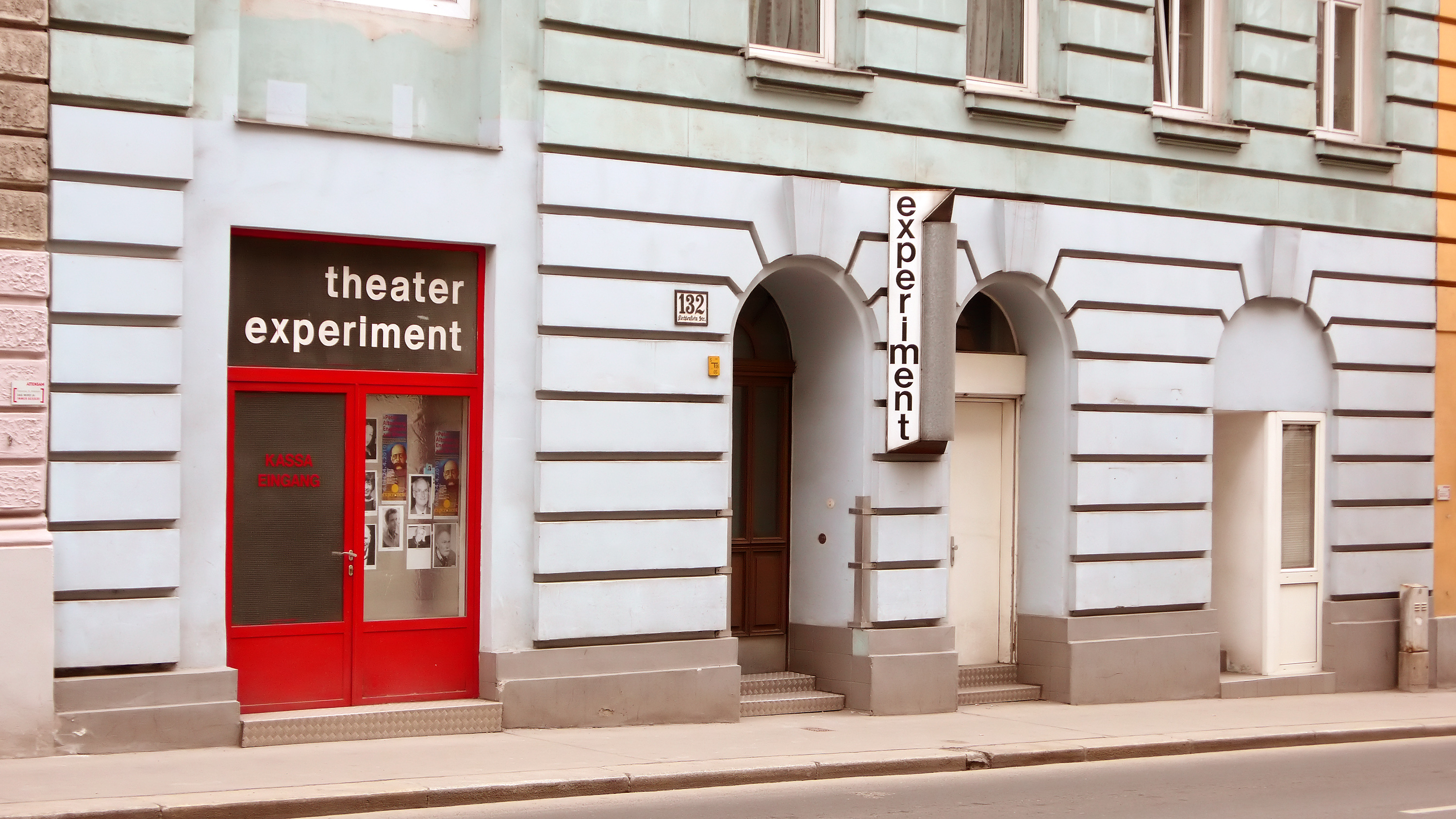
Experiment am Liechtenwerd

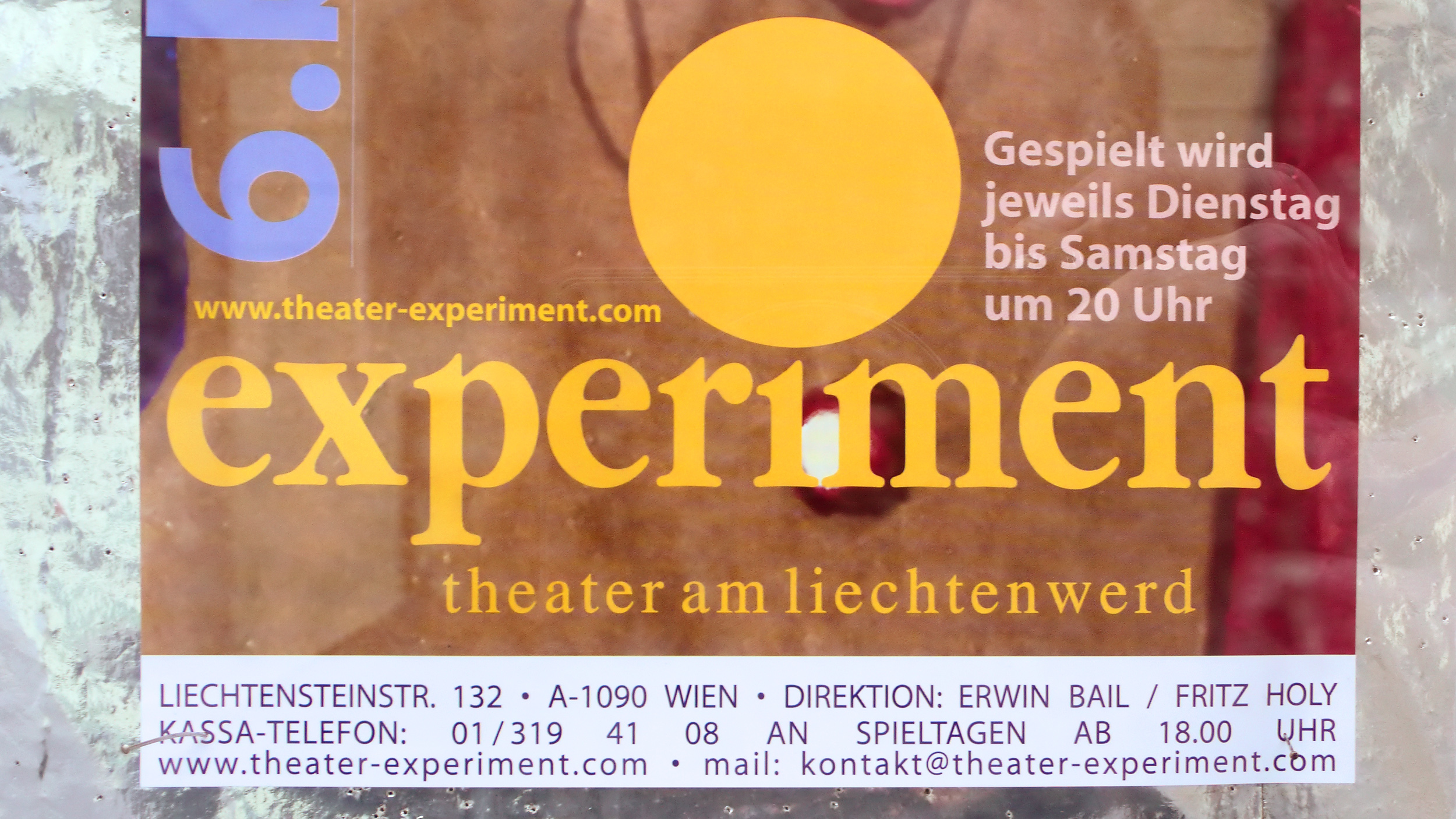
Plakat des Theaters

Logo

Das Experiment am Liechtenwerd ist ein 1955 gegründetes Theater im 9. Wiener Gemeindebezirk Alsergrund mit 49 Sitzplätzen. Es ist nach der 1953 gegründeten Tribüne der österreichischen Dramatiker das älteste noch existierende Kellertheater Wiens.

## Namensherkunft
Der Namensbestandteil Liechtenwerd bezieht sich auf „Lichtenwerd“, die frühere Bezeichnung der einstigen Vorstadt Lichtental. Werd ist das mittelhochdeutsche Wort für Insel.

## Geschichte
Das Theater wurde von Erwin Pikl, Erich Pateisky und Conny Hannes Meyer als Experiment – Kleine Bühne am Lichtenwerd gegründet. Dafür wurde in der Liechtensteinstraße 132 ab 1. Mai 1955 ein ehemaliger Kohlenkeller, der als Lager eines Faltbootherstellers genutzt worden war, gemietet und als Kleinbühne adaptiert. Die Eröffnung fand anlässlich der Wiener Festwochen 1956 mit zwei Uraufführungen statt.

## Produktionen
Bis heute wurden 196 Produktionen mit 255 Stücken aufgeführt, davon 43 Uraufführungen vor allem österreichischer Autoren (u. a. Totu-wa-botu von Wolfgang Bauer) und 79 österreichische Erstaufführungen.